# Sun Myung Moon
Sun Myung Moon (Koreaans: 문선명) geboren als Mun Yong-myeong (Sangsa-ri (Japans Korea), 6 januari 1920 – Cheongpyeong, 3 september 2012) was de stichter en leider van de Verenigingskerk, een religieuze sekte, en beweerde de messias te zijn. Zijn volgelingen worden in de Verenigde Staten vaak spottend Moonies genoemd.
Moon was ook oprichter van de Universal Peace Federation en eigenaar van een zakenimperium, waaronder het persbureau United Press International en de krant The Washington Times.
Reverend Moon, zoals hij vaak in het Engels genoemd werd, werd vooral bekend door het organiseren van massale huwelijksceremonieën waarbij honderden, duizenden of zelfs tienduizenden paren door Moon getrouwd werden. De huwelijkspartners werden door Moon zelf uitgekozen en kwamen vaak uit totaal verschillende delen van de wereld.
Moon en zijn vrouw waren 12 jaar lang niet welkom in de Europese Schengenlanden omdat de Europese overheden zijn Verenigingskerk als een gevaarlijke sekte beschouwden. In juli 2007 werden deze beperkingen opgeheven omdat de redenen die tot vermelding op de Schengenlijst leidden als niet gegrond waren verklaard. In een rechtszaak van de Verenigingskerk tegen de Nederlandse staat oordeelde een rechter dat er geen reden was het echtpaar Moon niet in Nederland toe te laten en dus bezocht hij Nederland in 2005. In Duitsland trok het hooggerechtshof in 2006 het reisverbod weer in. In Japan was Moon niet welkom, omdat hij daar veroordeeld was voor fraude.

## Leven
Moon werd geboren in de Koreaanse provincie P'yŏngan-pukto, in wat nu Noord-Korea is. Zijn ouders waren Confuciaans maar bekeerden zich tot het Presbyterianisme toen hij 10 jaar oud was. Volgens Moon had hij op 16-jarige leeftijd een religieuze visie waarbij Jezus aan hem verscheen, en na de Tweede Wereldoorlog begon hij met preken. Hiervoor werd hij in 1946 gearresteerd en zwaar mishandeld door de Noord-Koreaanse overheid. In 1948 werd hij nogmaals gearresteerd en veroordeeld tot vijf jaar in een strafkamp. In 1950 kwam hij echter vrij toen troepen van de Verenigde Naties tijdens de Koreaanse Oorlog het kamp benaderden, waarop de kampbewakers vluchtten.
In 1954 stichtte hij de Verenigingskerk in Seoel, en in 1960 trouwde hij met zijn tweede vrouw, Hak Ja Han. De aanhangers van de Verenigingskerk beschouwen het echtpaar als de "Ware Ouders" en hun gezin als het "Ware Gezin". Moon en zijn vrouw bestuurden samen de Verenigingskerk.
In 1971 verhuisde hij naar de Verenigde Staten, waar zijn Verenigingskerk een snel groeiende aanhang had. In Washington D.C. kreeg de anticommunistische en steenrijke Moon een warm welkom en kon hij de presidenten Nixon, Reagan en George H.W. Bush tot zijn vrienden rekenen. Moon heeft miljoenen dollars gedoneerd aan de verkiezingscampagnes van conservatieve Amerikaanse politici. Vooral de familie Bush kon op zijn steun rekenen. In 2004 waren zes leden van het Amerikaanse Congres aanwezig bij een ceremonie in een gebouw van het Congres, waarbij Moon gekroond werd en hij zichzelf vervolgens tot messias verklaarde.
In 1982 werd Moon in de Verenigde Staten veroordeeld tot 13 maanden gevangenisstraf voor belastingontduiking en hieraan gerelateerde misdrijven. In de jaren negentig vond er een grote rechtszaak tegen Moon en zijn volgelingen plaats in Japan, waarbij duizenden ouderen verklaarden dat hun spaargeld door de Verenigingskerk was afgetroggeld. Moon verloor de rechtszaak en werd veroordeeld tot het betalen van 37,6 miljoen yen aan twee vrouwen.

## Zakenimperium
Moon en zijn volgelingen beheren een groot internationaal zakenimperium, met vooral veel nieuwsmediabedrijven. In 1975 stichtte Moon het bedrijf True World Foods Inc. Dit bedrijf is nu een van de grootste leveranciers van rauwe vis (voor b.v. sushi) in de Verenigde Staten.
Volgens een rapport van het Amerikaanse Congres uit 1978 was de Verenigingskerk in de zestiger jaren zeer actief als wapenproducent en was deze kerk een van de belangrijkste leveranciers van de Zuid-Koreaanse strijdmachten. Moons zoon Kook-jin (Justin) Moon is de eigenaar van Kahr Arms, een wapenproducent in de Verenigde Staten.
In 1982 stichtte Moon de krant The Washington Times als conservatieve tegenhanger van The Washington Post, de grootste krant van Washington D.C. De krant is nooit winstgevend geweest maar is blijven bestaan dankzij 1 miljard dollar aan subsidie van de Verenigingskerk (hoewel een bron in 2006 een nog veel hoger cijfer gaf, tot wel 3 miljard dollar).
Moons bedrijf News World Communications, dat ook eigenaar van The Washington Times is, kocht in 2000 het persbureau United Press International op. In 2001 kocht de Verenigingskerk de Amerikaanse kabelzender AmericanLife TV Network.

## Denkbeelden
Hij heeft uitspraken gedaan die door sommigen zijn veroordeeld als antisemitisch. Zo heeft hij herhaaldelijk gezegd dat joden gedeeltelijk verantwoordelijk waren voor de dood van Jezus, en dat de Holocaust daar een indirecte consequentie van was. Ook heeft hij zich regelmatig uitgesproken tegen homoseksuelen.

## Overlijden
Moon overleed op 3 september 2012 aan een longontsteking. Hij werd 92 jaar. Op 15 september werd hij na een ceremonie met duizenden volgelingen in Gapyeong begraven.

## Wetenswaardigheden
In 2000 won Moon een Ig Nobelprijs, een parodie op de echte Nobelprijs, voor het "verhogen van de efficiëntie van massahuwelijken".

## Afbeeldingen

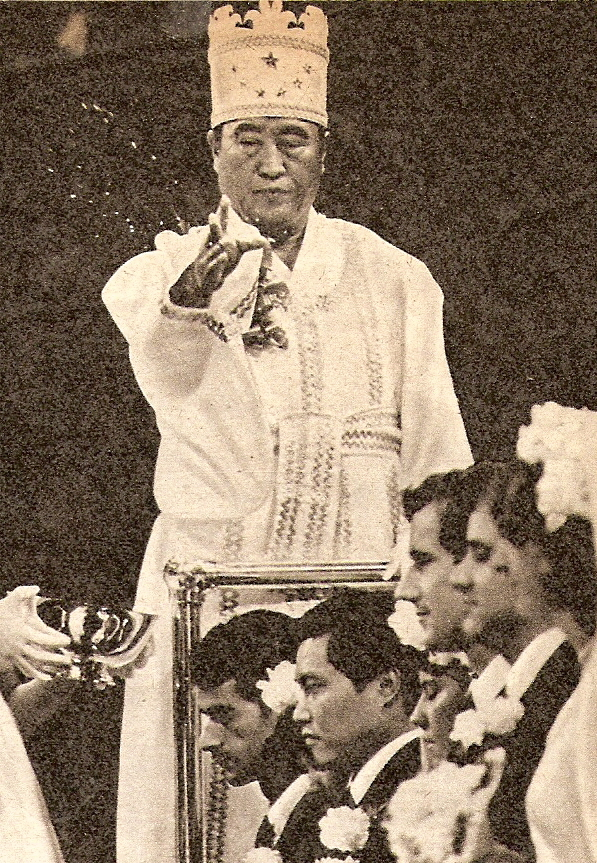
Sun Myung Moon bij een massahuwelijk in 1982
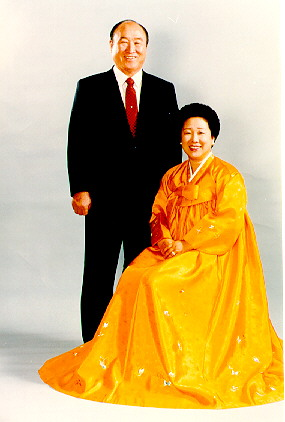
Sun Myung Moon en zijn vrouw Hak Ja Han